# Rescue Me (canción de Buckcherry)
«Rescue Me» es el decimotercer sencillo por Buckcherry, y tercero de su cuarto álbum, Black Butterfly. La canción ha sido disponible como una canción descargable para el videojuego Rock Band. La canción luego fue lanzada como sencillo, y es la primera canción de Black Butterfly. 

## Significado de la canción
La canción cuenta la historia de un hombre que le está diciendo a su amada que lo salve de sí mismo, diciendo que tan imperfecta es su apariencia y su personalidad pero que todavía él sigue vivo, diciendo que su amor es la única cosa que lo puede rescatar. De acuerdo al cantante de Buckcherry, Josh Todd, la canción es inspirada por el libro A Child Called It.